# Selim Ilgaz
Selim Ilgaz (* 22. Juni 1995 in Montfermeil) ist ein französisch-türkischer Fußballspieler.

## Karriere
Der Mittelfeldspieler stammt aus dem Nachwuchs des FC Montfermeil. Anschließend von 2010 bis 2015 in der Jugend und Reservemannschaft des französischen Vereins FC Sochaux aktiv gewesen, wechselte Ilgaz zum Fatih Karagümrük SK in die türkische Dritte Liga. Dieser verlieh ihn jedoch sofort für eine Spielzeit weiter an den Zweitligisten Kayseri Erciyesspor. Nach seiner Rückkehr nahm ihn dann Hatayspor aus der TFF 2. Lig unter Vertrag. Mit dem Verein schaffte Ilgaz in nur vier Spielzeiten den Aufstieg bis in die Süper Lig und er absolvierte dort 27 Erstligapartien (2 Tore). Von 2021 bis Ende 2022 war Ilgaz dann für Zweitligist Manisa FK aktiv und seitdem steht er bei Çorum FK in der TFF 2. Lig unter Vertrag.

## Erfolge
- Türkischer Zweitligameister: 2020